# アシェット・ブック・グループ
アシェット・ブック・グループ（Hachette Book Group、HBG）は、フランス最大の出版社であるアシェット・リーブル傘下の出版社。アシェット・リーブルはラガルデール・グループの傘下である。アシェット・ブック・グループは、2006年3月31日に、アシェット・リーブルがタイム・ワーナーからタイム・ワーナー・ブック・グループを買収した際に設立された。本社はニューヨーク、マンハッタンのミッドタウンに位置する。